# Controllo della respirazione
Il controllo della respirazione è un meccanismo fisiologico implicato nella regolazione della ventilazione.
La più importante funzione della respirazione è lo scambio gassoso di ossigeno e anidride carbonica. Proprio per questo il controllo della respirazione è volto a mettere i polmoni nelle condizioni ideali per svolgere tale scambio.

## Centri respiratori
La sequenza di stimoli motori durante la respirazione può essere divisa in due fasi: inspiratoria ed espiratoria. Il meccanismo di generazione della sequenza ventilatoria non è completamente chiaro, ma coinvolge l'integrazione dei segnali neurali da centri di controllo respiratori situati nel midollo allungato e nel ponte.
I nuclei coinvolti sono quindi suddivisi nelle regioni:
Bulbare:
- Gruppo respiratorio dorsale. I neuroni di questo gruppo si estendono per quasi tutta la lunghezza del bulbo, in particolare in gran parte si trovano all'interno del nucleo del tratto solitario a cui giungono afferenze da chemocettori, barocettori ed altri recettori coinvolti nella regolazione della respirazione. Il ritmo basale del respiro ha origine nei neuroni di questo gruppo. Il segnale che viene trasmesso da questi neuroni ai muscoli inspiratori primari come il diaframma non è costituito da scariche istantanee ma da una serie di impulsi a frequenza crescente che terminano bruscamente dopo circa 2 secondi, corrispondenti all'inspirazione, successivamente restano silenti per circa 3 secondi, durante i quali il ritorno elastico del polmone e del torace determina l'espirazione. Il segnale inspiratorio di questi neuroni per questa sua caratteristica viene chiamato segnale "a rampa" ed ha il vantaggio di provocare un regolare e progressivo aumento del volume dei polmoni nell'inspirazione. La respirazione viene controllata modificando la velocità di incremento del segnale a rampa (più è rapida più aumenta la ventilazione) e determinando il momento nel quale la rampa inspiratoria deve cessare (più la cessazione è precoce, più alta sarà la frequenza respiratoria).

- Gruppo respiratorio ventrale. I neuroni di questo gruppo si trovano nel bulbo anteriormente e lateralmente a quelli del gruppo dorsale nell'ambito dei nuclei ambiguo e retroambiguo. Questi neuroni restano inattivi durante la normale respirazione ma vengono attivati dal gruppo dorsale quando la ventilazione aumenta. Alcuni neuroni di questo gruppo provocano inspirazione mentre altri espirazione. Il loro ruolo è importante nell'inviare potenti segnali espiratori ai muscoli addominali durante l'espirazione forzata.

Pontina:
- Centro pneumotassico. Si trova dorsalmente nella parte superiore del ponte, perlopiù nel nucleo parabrachiale ed invia impulsi al gruppo respiratorio dorsale. Il suo effetto primario è la regolazione del punto di interruzione del segnale inspiratorio a rampa e quindi della durata della fase di espansione polmonare. La funzione del centro pneumotassico è fondamentalmente quella di limitare la durata dell'inspirazione e di conseguenza aumentare la frequenza respiratoria, per cui più è attivo, minore sarà la durata della rampa. Un'intensa attività del centro può far salire la frequenza a 30-40 atti respiratori al minuto.

- Centro apneustico. Si trova nella porzione più caudale del ponte. Da questo centro partono segnali diretti ai neuroni del gruppo respiratorio dorsale che impediscono o ritardano l'interruzione del segnale a rampa. Il riflesso di Hering-Breuer è originato nei polmoni ad opera di recettori da stiramento che quando distesi inviano tramite i nervi vaghi segnali al gruppo respiratorio dorsale. La loro attivazione provoca l'interruzione del segnale a rampa bloccando il protrarsi dell'inspirazione. Anche questo riflesso aumenta la frequenza respiratoria. Nell'uomo il riflesso di Hering-Breuer si attiva quando il volume corrente aumenta oltre i 1,5 litri.

### Riflesso di Hering-Breuer
Quando il polmone viene espanso eccessivamente (almeno 1,5 L contro un volume corrente che di norma è di 0,5 L) lo stiramento delle cellule muscolari lisce contenute all'interno dei bronchi e dei bronchioli provoca l'attivazione di recettori sensibili allo stiramento ad adattamento lento contenuti nella tonaca muscolare. Le afferenze di queste recettori si uniscono ai nervi vaghi che le trasportano sino al gruppo respiratorio dorsale dove interrompono la rampa inspiratoria per evitare un'eccessiva espansione polmonare. Tale riflesso è noto come riflesso di Hering-Breuer ed ha come risultato un incremento della frequenza respiratoria.

## Controllo chimico della ventilazione
Il controllo chimico della ventilazione avviene a causa dell'azione di idrogenioni, anidride carbonica ed ossigeno direttamente sul centro respiratorio oppure su chemocettori periferici. 

### Controllo chimico sul centro respiratorio
Il bersaglio di idrogenioni ed anidride carbonica all'interno del centro respiratorio si ritiene sia costituito dall'area chemosensibile, collocata bilateralmente nel bulbo ventrale. L'attività dell'area chemosensibile è modificata dalla concentrazione degli idrogenioni nel liquido extracellulare. Gli idrogenioni tuttavia non possono attraversare la barriera ematoencefalica direttamente per cui si ritiene che sia un aumento di concentrazione nel sangue dell'anidride carbonica a stimolare l'area chemosensibile. L'effetto diretto dell'anidride carbonica sull'area chemosensibile è trascurabile ma essa passa facilmente attraverso la barriera ematoencefalica e reagisce con l'acqua formando acido carbonico il quale si dissocia in bicarbonato e idrogenioni che eccitano i neuroni di quest'area la quale poi a sua volta stimola il centro respiratorio facendo aumentare la ventilazione. Tuttavia l'anidride carbonica ha un forte effetto acuto (entro qualche ora) sull'area chemosensibile, poi esso, nel giro di qualche giorno, diminuisce in parte a causa del bicarbonato che attraversa lentamente la barriera ematoencefalica e tampona gli idrogenioni e in parte per intervento dei reni che tendono a riportare la concentrazione di idrogenioni nel sangue alla norma producendo bicarbonato e combinando gli ioni idrogeno con il fosfato presente nel filtrato glomerulare e con l'ammoniaca. L'ossigeno non ha praticamente nessuna influenza sull'attività dell'area chemosensibile bulbare.

### Chemocettori
I chemocettori periferici sono collocati in strutture dette glomi, che si trovano alla biforcazione della carotide comune (glomi carotidei) e presso l'arco aortico (glomi aortici). I glomi carotidei inviano le proprie afferenze tramite i nervi glossofaringei al gruppo respiratorio dorsale, stimolandolo, mentre i glomi aortici le inviano, sempre allo stesso gruppo, tramite i nervi vaghi. Una piccola arteria irrora ciascun glomo, da questa traggono nutrimento e nel contempo sono esposti al sangue arterioso di cui possono rilevare variazioni nella PO2. Se la concentrazione di ossigeno nel sangue arterioso scende sotto la norma i chemocettori periferici sono stimolati. È importante notare come la PO2 debba scendere a 30-60 mmHg affinché i chemocettori siano massimamente attivati, questo intervallo è proprio quello in cui la saturazione in ossigeno dell'emoglobina si riduce rapidamente, com'è possibile notare esaminando la curva di dissociazione dell'ossiemoglobina. Una concentrazione troppo elevata di idrogenioni e anidride carbonica stimola i chemocettori periferici ma questa risposta, pur rapida, è molto meno potente sia di quella stimolata dall'ossigeno negli stessi sia di quella che essi esercitano sull'area chemosensibile del centro respiratorio. 
Durante l'esercizio fisico si verifica un aumento della produzione di anidride carbonica e idrogenioni. Durante l'esercizio fisico particolarmente intenso, l'acido lattico prodotto dalla respirazione cellulare anaerobica abbassa il pH che, come già visto, può aumenta la ventilazione. Nel metabolismo aerobico però, una sola molecola di acido carbonico (H2CO3) è prodotta al fine di produrre 6 molecole di ATP, mentre nel metabolismo anaerobico sono prodotte 6 molecole di lattato per fornire la stessa quantità di energia. Il metabolismo anaerobico, quindi, acidifica il sangue molto più velocemente. Tuttavia si è visto che non vi sono variazioni significative nella PCO2, PO2 e pH tali da giustificare un aumento della ventilazione su base esclusivamente chimica, in particolare all'inizio dell'attività fisica. Sarebbero invece alcune aree della corteccia coinvolte nell'attività motoria (e altre correlate) ad inviare impulsi al centro respiratorio durante tutto lo svolgimento dell'esercizio fisico oltre che alla muscolatura. Altre afferenze stimolanti il centro respiratorio arriverebbero invece da recettori articolari e muscolari. 

## Altre tipologie di controllo della ventilazione
- La ventilazione può essere controllata coscientemente in frequenza ed intensità per brevi periodi di tempo che possono essere però sufficienti per alterare significativamente il pH, la PO2 e la PCO2 sanguigni. Nel caso del pH, si abbassa nel caso di ipoventilazione, si alza nel caso di iperventilazione. L'attivazione dei muscoli respiratori segue quella di un qualsiasi altro muscolo, origina quindi dalla corteccia e scende nel tronco encefalico e nel midollo spinale attraverso le vie motorie efferenti (via corticospinale), andando poi ad attivare i muscoli bersaglio.

- I recettori d'irritazione delle vie aeree, presenti nell'epitelio della trachea, nei bronchi e nei bronchioli, sono attivati da sostanze irritanti presenti nelle vie aeree. La stimolazione di questi recettori può provocare lo starnuto o la tosse ma in condizioni patologiche come l'asma possono determinare broncocostrizione.

- I recettori J (in posizione juxtacapillare) sono terminazioni sensitive delle pareti alveolari. Vengono attivati caso di congestione o edema polmonare e sembrano essere i responsabili della dispnea.

- La ventilazione può essere condizionata dallo stato emozionale, tramite il sistema limbico, e dalla temperatura, tramite l'ipotalamo.

- I farmaci possono influenzare notevolmente il controllo della respirazione. Gli oppioidi e i farmaci anestetici tendono a deprimere la ventilazione, soprattutto per quanto riguarda la risposta all'anidride carbonica. Gli stimolanti, come le anfetamine possono causare iperventilazione.

- La gravidanza tende ad aumentare la ventilazione (abbassando la pressione parziale dell'anidride carbonica nel plasma al di sotto dei valori normali).

- La ventilazione è temporaneamente modificata da atti volontari e riflessi complessi come lo starnuto, l'eruttazione, la tosse e il vomito.